# مقاطعة لينكون (مينيسوتا)
مقاطعة لينكون (بالإنجليزية: Lincoln County)‏ هي إحدى مقاطعات ولاية مينيسوتا في الولايات المتحدة الأمريكية.